# يوسف أمين قصير
يوسف أمين قصير (1339 - 1421 هـ / 1920 - 2000 م) هو أديب شاعر ، من أهل الموصل.
هو يوسف بن أمين بن قصير الموصلي. ولد في الموصل، وتوفي في بغداد.

## آثاره

### كتب
- «شرح النصوص الأدبية» - مطبعة محفوظ - الموصل 1946 م.
- «السري الرفاء» - مطبعة الشباب - بغداد 1956 م، وهي دراسة شاملة ودقيقة عن الشاعر الموصلي السري الرفاء.[3]

### دواوين
- «في أعاصير الشباب» - مطبعة محفوظ - الموصل 1948 م.
- «صدى الأعاصير» - المطبعة العصرية - الموصل 1958 م.
- «رقصات الخريف» - مطبعة العاني - بغداد 1974 م.

وله أيضا مسرحية شعرية بعنوان «عامر وأسماء» - المطبعة العصرية - الموصل 1954 م.